# Danîna, Nijîn
Danînа (în ucraineană Данина) este o comună în raionul Nijîn, regiunea Cernihiv, Ucraina, formată numai din satul de reședință.

## Demografie
Componența lingvistică a comunei Danînа
     Ucraineană (99,61%)
     Alte limbi (0,39%)
Conform recensământului din 2001, majoritatea populației comunei Danînа era vorbitoare de ucraineană (99,61%), existând în minoritate și vorbitori de alte limbi.